# Oreopolus glacialis
Oreopolus glacialis är en måreväxtart som först beskrevs av Eduard Friedrich Poeppig, och fick sitt nu gällande namn av Mario Héctor Ricardi Salinas. Oreopolus glacialis ingår i släktet Oreopolus och familjen måreväxter. Inga underarter finns listade i Catalogue of Life.